# Liste der Baudenkmale der Kategorie 1 in Auckland
Die Liste der Baudenkmale der Kategorie 1 in Auckland umfasst alle vom New Zealand Historic Places Trust (NZHPT) als „Historic Place“ oder „Historic Area“ eingestuften Baudenkmale und Flächendenkmale der neuseeländischen Region Auckland. Die Angaben stammen aus dem Register des NZHPT. Die Bezeichnungen der Baudenkmale orientieren sich an diesem Register. In die Liste werden auch bekannte Wahi Tapu (Area), kulturell und religiös bedeutsame Stätten und Gebiete der Māori, aufgenommen. Sie werden jedoch meist nicht publiziert.

Diese Teilliste umfasst alle als (Historic Place Category 1 oder Historic area) eingestuften Bauwerke und Flächendenkmale der Region. Die Baudenkmale der Kategorie 2 sind in der Liste der Baudenkmale der Kategorie 2 in Auckland gelistet.
Am 6. Mai 2013 waren in der Region 539 Bauwerke und Flächendenkmale (ohne nicht publizierte Waihi Tapu) ausgewiesen, davon 151  Historic Places der Kategorie 1 und 369 Historic Places der Kategorie 2, elf Historic Areas, vier Wahi Tapu und vier Wahi Tapu Areas.
Die Liste enthält mit Stand 31. Mai 2013 alle Baudenkmale der Kategorie 1, alle Historic Areas, Wahi Tapu und Wahi Tapu Areas.
Folgende Ortschaften mit mehr als 5 Einträgen besitzen eigene Listen:
- Warkworth

| Bild                                   | Bezeichnung                                                            | Ort                                   | Anschrift                                                                                                  | Beschreibung | Bauzeit                 | Eintrag            | Nummer | Kat. |
| -------------------------------------- | ---------------------------------------------------------------------- | ------------------------------------- | --- | --- | ----------------------- | ------------------ | ------ | ---- |
| weitere Bilder                         | Acacia Cottage                                                         | Auckland                              | Olive Grove Road, Cornwall Park, One Tree Hill Karte                                                       | eines der wenigen Wohnhäuser aus der Frühphase der europäischen Besiedelung, heute Museum                                                                                     | 1841                    | 15. Februar 1990   | 0525   | 1    |
| BW                                     | Airedale Street Cottages                                               | Auckland                              | 30–32 Airedale Street, Auckland Karte                                                                      | Wohnhäuser | 1857 (ab)               | 26. August 1993    | 7089   | 1    |
| weitere Bilder                         | Albert Barracks Wall                                                   | Auckland                              | Alfred Street                                                                                              | 85 m langer Rest der Mauer der Albert Barracks, einer ehemals bedeutenden militärischen Befestigung                                                                           | 1846–1852               | 23. Juni 1983      | 0012   | 1    |
| weitere Bilder                         | Alberton                                                               | Auckland                              | 100 Mt Albert Road, Mt Albert Karte                                                                        | Wohnhaus | 1863 (ca.)              | 7. April 1983      | 0026   | 1    |
| weitere Bilder                         | Old All Saints Church einschl. Friedhof mit Grabmälern und Grabsteinen | Auckland                              | Ecke Cook Street und Selwyn Road, Howick Karte                                                             | Kirche | 1847                    | 7. April 1983      | 0011   | 1    |
| weitere Bilder                         | Auckland City Art Gallery                                              | Auckland                              | Ecke 1 Kitchener Street und Wellesley Street Karte                                                         | Kunstgalerie | 1885–1888               | 24. November 1983  | 0092   | 1    |
| weitere Bilder                         | Auckland Grammar School (Main Block)                                   | Auckland                              | 87 Mountain Road, Epsom Karte                                                                              | Schule, Registrierung betrifft das Hauptgebäude | 1916                    | 27. Juli 1988      | 4471   | 1    |
| weitere Bilder                         | Auckland Municipal Destructor and Depot                                | Auckland                              | Ecke 210–218 Victoria Street West, Union Street und Drake Street, Freemans Bay Karte                       | Müllverbrennungsanlage und Fahrzeugdepot | 1904 (ab)               | 30. Juni 2006      | 7664   | 1    |
| weitere Bilder                         | Auckland Railway Station                                               | Auckland                              | 132–148 Beach Road Karte                                                                                   | alter Bahnhof von Auckland | 1928–1930               | 29. November 1985  | 0093   | 1    |
| weitere Bilder                         | Auckland Savings Bank                                                  | Auckland                              | 256–260 Queen Street Karte                                                                                 | ehem. Bank, heute Schnellrestaurant | 1884–1886               | 27. Juni 1988      | 4473   | 1    |
| weitere Bilder                         | Auckland Timber Company Building                                       | Auckland                              | 104 Fanshawe Street Karte                                                                                  | ehem. Sitz einer Holzhandlung | 1881–1882               | 23. Juni 2011      | 9583   | 1    |
| weitere Bilder                         | Auckland Town Hall                                                     | Auckland                              | 301–303 Queen Street Karte                                                                                 | Rathaus und Konzertsaal | 1909–1911               | 27. Juli 1988      | 0549   | 1    |
| weitere Bilder                         | Auckland Unitarian Church                                              | Auckland                              | 1a Ponsonby Road, Ponsonby Karte                                                                           | Kirche | 1901                    | 23. Juni 1994      | 7178   | 1    |
| weitere Bilder                         | Auckland War Memorial Museum                                           | Auckland                              | 28 Domain Drive, Auckland Domain Karte                                                                     | Museum und Kriegsdenkmal | 1924–1929               | 27. Juni 1985      | 0094   | 1    |
| weitere Bilder                         | Australis House                                                        | Auckland                              | Ecke 36–38 Customs Street East, Gore Street und Galway Street Karte                                        | Bürogebäude | 1903–1904               | 25. Oktober 1990   | 4577   | 1    |
| weitere Bilder                         | Bank of New Zealand Building                                           | Auckland                              | 125–129 Queen Street Karte                                                                                 | Bankgebäude | 1866–1867               | 2. Juli 1982       | 0095   | 1    |
| weitere Bilder                         | Baptist Tabernacle                                                     | Auckland                              | 429 Queen Street Karte                                                                                     | Kirche | 1885                    | 13. Dezember 1996  | 7357   | 1    |
| weitere Bilder                         | Bayfield School                                                        | Auckland                              | Ecke 272–1/272 Jervois Road und Wharf Road, Herne Bay Karte                                                | ehem. Schule | 1896 und 1904           | 28. Juni 1990      | 0112   | 1    |
| weitere Bilder                         | Bean Rock Lighthouse                                                   | Auckland                              | Waitemata Harbour, Auckland Karte                                                                          | Leuchtturm | 1871                    | 21. September 1989 | 3295   | 1    |
| BW                                     | Bell House                                                             | Manukau City                          | 75 Bells Road, Pakuranga Karte                                                                             | Wohnhaus | 1851                    | 21. September 1989 | 0125   | 1    |
| BW                                     | Pompallier House                                                       | Auckland                              | 57 St Marys Road, Ponsonby Karte                                                                           | Wohnhaus des katholischen Bischofs von Auckland Jean-Baptiste Pompallier (1801–1871)                                                                                          | 1851 (ca.)              | 1. März 2012       | 0573   | 1    |
| weitere Bilder                         | Blackett’s Building                                                    | Auckland                              | 86–92 Queen Street Karte                                                                                   | Versicherungsgebäude | 1878–1879               | 19. April 1990     | 4483   | 1    |
| weitere Bilder                         | Bluestone Store                                                        | Auckland                              | 9–11 Durham Lane Karte                                                                                     | aus Basaltstein (Bluestone) errichtetes Lagerhaus | 1861                    | 2. Juli 1987       | 2647   | 1    |
| weitere Bilder                         | Campbell Free Kindergarten                                             | Auckland                              | 203–271 Victoria Street West Karte                                                                         | ehem. Kindergarten | 1910                    | 25. Juni 2004      | 7537   | 1    |
| BW                                     | Carnegie Free Library                                                  | Auckland                              | Ecke 55 Princes Street und O’Rorke Street, Onehunga Karte                                                  | ehem. Bibliothek, heute Café | 1911–1912               | 19. März 1983      | 4796   | 1    |
| weitere Bilder                         | Carrington Hospital                                                    | Auckland                              | 1/1–44/1 Carrington Road, Point Chevalier Karte                                                            | ehem. Krankenhaus | 1865                    | 19. März 1986      | 0096   | 1    |
| weitere Bilder                         | Cenotaph                                                               | Auckland                              | Domain Drive, Auckland Domain Karte                                                                        | Kriegsdenkmal vor dem Auckland War Memorial Museum | 1929                    | 16. November 1989  | 0122   | 1    |
| weitere Bilder                         | Chapel of St John the Evangelist                                       | Auckland                              | 188–226 St Johns Road, Meadowbank Karte                                                                    | Schulkapelle | 1847                    | 23. Juni 1983      | 0013   | 1    |
| weitere Bilder                         | Cathedral Church of St Patrick and St Joseph                           | Auckland                              | 41 Wyndham Street und St Patricks Square Karte                                                             | Kirche | 1906–1907               | 6. September 1984  | 0067   | 1    |
| weitere Bilder                         | Chief Post Office                                                      | Auckland                              | 12 Queen Street, Tyler Street und Galway Street Karte                                                      | ehem. Hauptpostamt, heute als Britomart Transport Centre Nahverkehrsknoten von Auckland                                                                                       | 1909–1912               | 11. Juli 1986      | 0101   | 1    |
| weitere Bilder                         | Chelsea Sugar Refinery and Estate                                      | Auckland                              | 57, 60, 95, 100 Colonial Road; 22 Langstone Place; 60, 69 Rawene Road; 93 Onetaunga Road, Birkenhead Karte | Zuckerraffinerie | 1883–1884 (ab)          | 26. Juni 2009      | 7792   | 1    |
| BW                                     | Church and Convent of St. John the Baptist                             | Auckland                              | Ecke 216–218 Parnell Road und Denby Street, Parnell Karte                                                  | katholische Kirche und Konvent | 1861 und 1903           | 1. März 2012       | 0562   | 1    |
| weitere Bilder                         | Church of St Peter and St Paul                                         | Auckland                              | Puhoi Road, Puhoi Karte                                                                                    | Kirche | 1881                    | 16. November 1989  | 0083   | 1    |
| weitere Bilder                         | Church of the Holy Sepulchre and Hall                                  | Auckland                              | Ecke 71 Khyber Pass Road und Burleigh Street, Grafton Karte                                                | Kirche und Versammlungshalle | 1880–1881               | 30. Juni 2006      | 0098   | 1    |
| weitere Bilder                         | Civic Theatre Building                                                 | Auckland                              | 267 Queen Street, Auckland Karte                                                                           | Theater | 1929                    | 27. Juni 1985      | 0100   | 1    |
| weitere Bilder                         | Clark House                                                            | Hobsonville                           | 25 Clark Road Karte                                                                                        | Wohnhaus, heute vom Militär genutzt | 1897–1902 (ca.)         | 28. Juni 1990      | 0126   | 1    |
| Clifton                                | Clifton                                                                | Auckland                              | 11 Castle Drive, Epsom Karte                                                                               | Wohnhaus | 1866–1868               | 26. Juni 2009      | 2623   | 1    |
| weitere Bilder                         | Cleave’s Building                                                      | Auckland                              | 10 Vulcan Lane, Auckland Karte                                                                             | ehem. Zeitungsverlag | 1866                    | 26. Juni 2009      | 4477   | 1    |
| weitere Bilder                         | College of St John the Evangelist Dining Hall and Waitoa Room          | Auckland                              | 188–226 St Johns Road, Meadowbank Karte                                                                    | Mensa | 1849                    | 23. Juni 1983      | 0014   | 1    |
| Colonial Ammunition Company Shot Tower | Colonial Ammunition Company Shot Tower                                 | Auckland                              | 26–30 Normanby Road, Mt. Eden Karte                                                                        | Schrotturm | 1916 (ca.)              | 24. November 1983  | 0087   | 1    |
| BW                                     | Courtville (Corner Courtville)                                         | Auckland                              | Ecke 11 Parliament Street und Waterloo Quadrant Karte                                                      | Wohnhaus | 1919                    | 19. März 1987      | 2624   | 1    |
| BW                                     | Courtville (Middle Courtville)                                         | Auckland                              | 9 Parliament Street Karte                                                                                  | Wohnhaus |                         | 19. März 1987      | 4487   | 1    |
| BW                                     | Costley Training Institute                                             | Auckland                              | Ecke 84–90 Richmond Road und Dickens Street, Chamberlain Street, Grey Lynn Karte                           | Gemeindezentrum einer Kirche | 1886                    | 15. Dezember 2011  | 9584   | 1    |
| BW                                     | Cotswalds House                                                        | Auckland                              | 37 Wairakei Street, Greenlane Karte                                                                        | Wohnhaus | 1913                    | 22. April 1993     | 5440   | 1    |
| weitere Bilder                         | Customhouse                                                            | Auckland                              | Ecke 22 Customs Street West und Albert Street Karte                                                        | ehem. Zollhaus | 1889                    | 5. April 1984      | 0104   | 1    |
| weitere Bilder                         | Dilworth Building                                                      | Auckland                              | Ecke 22–32 Queen Street und Customs Street East Karte                                                      | Bürogebäude | 1925–1927               | 18. März 1989      | 4600   | 1    |
| weitere Bilder                         | Te Uru Gallery                                                         | Auckland                              | 418-420 Titirangi Road and 501 South Titirangi Road, Titirangi Karte                                       | Kunstgalerie | 1926 / 1930             | 19. November 2020  | 9823   | 1    |
| BW                                     | Dilworth Terrace Houses                                                | Auckland                              | 1–8 Dilworth Terrace, Parnell Karte                                                                        | Reihenhäuser | 1899                    | 21. September 1989 | 0567   | 1    |
| BW                                     | District Court                                                         | Auckland                              | 40A Kitchener Street Karte                                                                                 | Gerichtsgebäude | 1912–1913               | 18. Mai 1989       | 4909   | 1    |
| weitere Bilder                         | Domain Wintergardens                                                   | Auckland                              | Auckland Domain Karte                                                                                      | Wintergarten/Gewächshäuser | 1916–1921               | 21. Juni 1989      | 0124   | 1    |
| BW                                     | Emerald Villa                                                          | Auckland                              | 4 Tohunga Crescent, Parnell Karte                                                                          | Wohnhaus | 1862 (ab)               | 27. Juni 2008      | 0571   | 1    |
| weitere Bilder                         | Esplanade Hotel                                                        | North Shore                           | 2 Victoria Road, Devonport Karte                                                                           | Hotel | 1902–1903               | 15. Februar 1990   | 4481   | 1    |
| BW                                     | Ewelme Cottage                                                         | Auckland                              | 14 Ayr Street, Parnell Karte                                                                               | Wohnhaus | 1863–1864               | 24. November 1983  | 0015   | 1    |
| weitere Bilder                         | Ferry Building                                                         | Auckland                              | 99 Quay Street Karte                                                                                       | ehem. Fährterminal, heute Restaurant | 1909–1912               | 25. November 1982  | 0102   | 1    |
| BW                                     | Fort Takapuna / O Peretu                                               | Auckland                              | Vauxhall Road, Fort Takapuna Historic Reserve Karte                                                        | Fort/militärische Befestigungsanlage | 1885                    | 6. April 2001      | 0086   | 1    |
| BW                                     | Frank Sargeson House                                                   | Auckland                              | 14A Esmonde Road, Takapuna Karte                                                                           | Wohnhaus, öffentlich zugänglich | 1948                    | 25. Juni 2004      | 7540   | 1    |
| BW                                     | Fitzroy Hotel                                                          | Auckland                              | 75–77 Wakefield Street Karte                                                                               | ehem. Hotel | 1854–1855               | 10. Dezember 2004  | 7582   | 1    |
| weitere Bilder                         | General Buildings (incl. Yorkshire House)                              | Auckland                              | 29–37 Shortland Street Karte                                                                               | ehem. Versicherungsgebäude | 1926–1928               | 2. April 1985      | 0106   | 1    |
| weitere Bilder                         | Gilfillan’s Store                                                      | Auckland                              | Ecke 95 Queen Street, Exchange Lane und Mills Lane Karte                                                   | Geschäftshaus | 1865                    | 23. Juni 2011      | 9581   | 1    |
| weitere Bilder                         | Government House                                                       | Auckland                              | Waterloo Quadrant Karte                                                                                    | ehem. Regierungsgebäude | 1855–1856               | 24. November 1983  | 0105   | 1    |
| weitere Bilder                         | Grafton Bridge                                                         | Auckland                              | Grafton Karte                                                                                              | Straßenbrücke | 1907–1910               | 23. Juni 1983      | 0016   | 1    |
| BW                                     | Green Lane Hospital                                                    | Auckland                              | 202–214 Green Lane West, Epsom Karte                                                                       | Krankenhaus | 1889 (ab)               | 25. Juni 2010      | 4536   | 1    |
| weitere Bilder                         | Hamurana                                                               | Auckland                              | 29 Princes Street Karte                                                                                    | Wohnhaus | 1876                    | 15. Februar 2008   | 7733   | 1    |
| High Court Building                    | High Court Building                                                    | Auckland                              | 22–24 Waterloo Quadrant Karte                                                                              | Gerichtsgebäude | 1865–1868               | 25. November 1982  | 0017   | 1    |
| weitere Bilder                         | Highwic                                                                | Auckland                              | 40 Gillies Avenue, Epsom Karte                                                                             | Wohnhaus | 1863 (ca.)              | 7. April 1983      | 0018   | 1    |
| BW                                     | House (Hanna)                                                          | Auckland                              | 11 Arney Road, Remuera Karte                                                                               | Wohnhaus | 1915                    | 14. Februar 1991   | 0107   | 1    |
| weitere Bilder                         | House                                                                  | Auckland                              | 50 Ponsonby Road Karte                                                                                     | Wohnhaus | 1893                    | 21. September 1989 | 4581   | 1    |
| BW                                     | House (Former Deanery)                                                 | Auckland                              | 17 St Stephens Avenue, Parnell Karte                                                                       | Wohnhaus, heute Dekanat | 1857                    | 29. November 1985  | 0108   | 1    |
| BW                                     | Hulme Court                                                            | Auckland                              | 350 Parnell Road, Parnell Karte                                                                            | Wohnhaus | 1843                    | 23. Juni 1993      | 0019   | 1    |
| weitere Bilder                         | Isaacs’ Bonded Stores                                                  | Auckland                              | Ecke 22 Fort Street und Commerce Street Karte                                                              | ehem. Lagerhaus, heute gewerbliche Nutzung | 7819                    | 1. März 2001       | 7819   | 1    |
| BW                                     | Jean Batten Place Departmental Building                                | Auckland                              | Ecke 9 Fort Street und Shortland Street Karte                                                              | Verwaltungsgebäude | 1937–1942               | 19. Mai 2005       | 7631   | 1    |
| weitere Bilder                         | John Logan Campbell Monument                                           | Auckland                              | 6 Campbell Cresent, Epsom Karte                                                                            | Springbrunnen mit Denkmal für John Logan Campbell | 1906                    | 28. Juni 1990      | 4478   | 1    |
| Kinder House                           | Kinder House                                                           | Auckland                              | 2 Ayr Street, Parnell Karte                                                                                | Wohnhaus, eines der ältesten und bekanntesten Häuser Aucklands | 1857                    | 29. November 1985  | 0110   | 1    |
| BW                                     | King’s College Chapel                                                  | Auckland                              | 41 Golf Avenue, Mangere Road, Hospital Road, King’s College, Otahuhu Karte                                 | Schulkapelle | 1922                    | 24. November 1993  | 0090   | 1    |
| weitere Bilder                         | Landmark House                                                         | Auckland                              | 187–189 Queen Street Karte                                                                                 | Bürogebäude | 1928–1930               | 19. März 1987      | 4470   | 1    |
| weitere Bilder                         | Leys Institute Gymnasium                                               | Auckland                              | 14 St Marys Road, Ponsonby Karte                                                                           | Sporthalle | 1906                    | 17. Oktober 1981   | 0612   | 1    |
| weitere Bilder                         | Leys Institute Public Library                                          | Auckland                              | 20 St Marys Road, Ponsonby Karte                                                                           | Bibliothek | 1905                    | 17. Oktober 1981   | 0613   | 1    |
| weitere Bilder                         | Mansion House                                                          | Kawau Island                          | Mansion House Bay Karte                                                                                    | Wohnhaus | 1846                    | 23. Juni 1983      | 0008   | 1    |
| BW                                     | Marivare                                                               | Auckland                              | 60 Ranfurly Road, Epsom Karte                                                                              | Wohnhaus | 1862–1865               | 10. Dezember 2010  | 2642   | 1    |
| BW                                     | McLaren Garage                                                         | Auckland                              | 586–592 Remuera Road, Remuera Karte                                                                        | mit Bruce McLaren verbundene Autowerkstatt | 1926                    | 30. Juni 2006      | 7656   | 1    |
| weitere Bilder                         | Melanesian Mission Building and Stone Garden Walls                     | Auckland                              | 40–44 Tamaki Drive, Mission Bay Karte                                                                      | ehem. Missionsschule, heute Restaurant/Café | 1859                    | 23. Juni 1983      | 0111   | 1    |
| BW                                     | Minniesdale Chapel                                                     | Wellsford                             | Shegadeen Road, Wharehine Karte                                                                            | Kirche | 1867                    | 16. November 1989  | 0084   | 1    |
| BW                                     | Motutapu Battery                                                       | Motutapu Island                       | Motutapu Island Karte                                                                                      | Geschützbatterie | 1935                    | 15. September 2000 | 7471   | 1    |
| weitere Bilder                         | Mt Eden Prison                                                         | Auckland                              | Lauder Road, Mt Eden Karte                                                                                 | historische Teile des Gefängnisses | 1883 (ab)               | 24. November 1983  | 0088   | 1    |
| weitere Bilder                         | Neligan House                                                          | Auckland                              | 12 St Stephens Avenue, Parnell Karte                                                                       | Wohnhaus mehrerer anglikanischer Bischöfe von Auckland | 1910 (ab)               | 21. September 1989 | 0103   | 1    |
| weitere Bilder                         | New Zealand Guardian Trust Building                                    | Auckland                              | 101–107 Queen Street Karte                                                                                 | ehem. Versicherungsgebäude | 1914–1918               | 19. April 1990     | 0623   | 1    |
| weitere Bilder                         | Northern Club Building                                                 | Auckland                              | Ecke 19 Princes Street, Kitchener Street und Bankside Street Karte                                         | Clubhaus | 1867                    | 24. März 1988      | 0663   | 1    |
| weitere Bilder                         | Northern Steamship Company Building                                    | Auckland                              | Ecke 122–124 Quay Street, Gore Street und Tyler Street Karte                                               | ehem. Bürogebäude der Northern Steamship Company | 1898–1899               | 27. Juli 1988      | 0622   | 1    |
| weitere Bilder                         | North Head–Takapuna                                                    | North Shore                           | North Head, Devonport Karte                                                                                | Militärische Befestigungsanlage | 1870                    | 6. April 2001      | 7005   | 1    |
| weitere Bilder                         | Occidental Hotel                                                       | Auckland                              | 6–8 Vulcan Lane Karte                                                                                      | ehem. Hotel | 1870                    | 2. Juli 1987       | 0624   | 1    |
| BW                                     | Old Arts Building                                                      | Auckland                              | 22 Princes Street Karte                                                                                    | Universitätsgebäude | 1923–1926               | 1. September 1983  | 0025   | 1    |
| weitere Bilder                         | Old Choral Hall (University of Auckland)                               | Auckland                              | Ecke 5–7 Symonds Street und Alfred Street Karte                                                            | Konzerthalle | 1872                    | 28. Juni 1990      | 4474   | 1    |
| Onehunga Blockhouse                    | Onehunga Blockhouse                                                    | Auckland                              | Quadrant Road und Grey Street, Jellicoe Park, Onehunga Karte                                               | ehem. Blockhaus | 1860                    | 5. April 1984      | 0091   | 1    |
| weitere Bilder                         | One Tree Hill Obelisk                                                  | Auckland                              | One Tree Hill Karte                                                                                        | Denkmal | 1939–1940               | 16. November 1989  | 4601   | 1    |
| weitere Bilder                         | Otuataua Stonefields                                                   |                                       | | archäologische Fundstätte |                         | 21. November 1991  | 6055   | 1    |
| BW                                     | Pearson House                                                          | Auckland                              | 10 Titoki Street, Parnell Karte                                                                            | Wohnhaus einer Blindenanstalt | 1926                    | 15. Februar 1990   | 4580   | 1    |
| weitere Bilder                         | Pembridge                                                              | Auckland                              | 31 Princes Street Karte                                                                                    | Wohnhaus | 1876                    | 15. Februar 2008   | 7734   | 1    |
| weitere Bilder                         | Ponsonby Post Office                                                   | Auckland                              | 1–3 St Marys Road und College Hill, Ponsonby Karte                                                         | ehem. Postamt | 1912–1913               | 2. Juli 1982       | 628    | 1    |
| BW                                     | Public Trust Office                                                    | Auckland                              | 11 Mayoral Drive Karte                                                                                     | Verwaltungsgebäude | 1912                    | 27. Juli 1988      | 0664   | 1    |
| Pumphouse Ruins                        | Pumphouse Ruins                                                        | Kawau Island                          | Dispute Cove, Miners Point Karte                                                                           | Pumpenhaus eines Kupferbergwerks | 1853–1854               | 23. Juni 1983      | 0009   | 1    |
| BW                                     | Pumping Station                                                        | Auckland                              | Great North Road, Museum of Transport and Technology Karte                                                 | Dampfpumpe für die Wasserversorgung Aucklands, Teil des Museums of Transport and Technology                                                                                   | 1875                    | 2. Juli 1987       | 0114   | 1    |
| weitere Bilder                         | Queen’s Ferry Hotel                                                    | Auckland                              | 12 Vulcan Lane, Auckland Karte                                                                             | ehem. Hotel, Bar | 1858–1859 (ca.)         | 26. Juni 2009      | 0630   | 1    |
| Queens Wharf                           | Queens Wharf                                                           | Auckland                              | Quay Street Karte                                                                                          | Pier | 1907–1913 (ab)          | 10. Dezember 2010  | 9500   | 1    |
| BW                                     | Remuera Public Library                                                 | Auckland                              | 429 Remuera Road, Remuera Karte                                                                            | Bibliothek | 1926                    | 2. April 1985      | 0115   | 1    |
| weitere Bilder                         | Remuera Railway Station and Signal Box                                 | Auckland                              | 57–58 Market Road, Remuera Karte                                                                           | Bahnhof und Stellwerk | 1909                    | 3. März 1995       | 0634   | 1    |
| BW                                     | Rocklands Hall                                                         | Auckland                              | 187 Gillies Avenue, Epsom Karte                                                                            | Wohnhaus | 1860 (circa)            | 27. Oktober 1997   | 7276   | 1    |
| BW                                     | Royal New Zealand Foundation for the Blind Main Building               | Auckland                              | 545 Parnell Road, Newmarket Karte                                                                          | Blindenanstalt | 1909                    | 24. November 1988  | 4579   | 1    |
| BW                                     | Selwyn Court                                                           | Auckland                              | 8 St Stephens Avenue, Parnell Karte                                                                        | Bischofsresidenz, heute Wohnhaus | 1866                    | 23. Juni 1983      | 0023   | 1    |
| BW                                     | Selwyn Library                                                         | Auckland                              | 8 St Stephens Avenue, Parnell Karte                                                                        | Bibliothek | 1861                    | 23. Juni 1983      | 0024   | 1    |
| weitere Bilder                         | Sir George Grey Statue                                                 | Auckland                              | Albert Park, Nähe Kitchener St/Prices St/Bowen Ave Karte                                                   | Statue von George Edward Grey | 1904                    | 15. Februar 1990   | 0119   | 1    |
| weitere Bilder                         | Smelting House Ruins                                                   | Kawau Island                          | Swansea Bay, Kawau Island Karte                                                                            | Ruine einer Kupferhütte | 1849                    | 24. November 1983  | 0010   | 1    |
| weitere Bilder                         | Smith & Caughey Building                                               | Auckland                              | Ecke Wellesley Street West und Elliot Street Karte                                                         | Kaufhaus | 1929                    | 19. März 1986      | 0656   | 1    |
| weitere Bilder                         | South British Insurance Building                                       | Auckland                              | 5–13 Shortland Street Karte                                                                                | ehem. Versicherungsgebäude | 1927–1929               | 17. Juli 1987      | 0121   | 1    |
| BW                                     | Stables                                                                | Auckland                              | 32 St Benedicts Street, Newton Karte                                                                       | ehem. Stallungen, heute gewerbliche Nutzung | 1883                    | 23. Juni 1998      | 7425   | 1    |
| weitere Bilder                         | St Benedict’s Church and Presbytery Complex                            | Auckland                              | 5–7 Alex Evans Street, Newton                                                                              | katholische Kirche | 1888                    | 27. Juni 2013      | 0640   | 1    |
| BW                                     | St Andrew’s Church                                                     | Auckland                              | 92–98 St Andrews Road, Epsom Karte                                                                         | anglikanische Kirche | 1867                    | 16. November 1989  | 0116   | 1    |
| weitere Bilder                         | St Andrew’s Church                                                     | Auckland                              | 2 Symonds Street Karte                                                                                     | presbyterianische Kirche | 1847–1850               | 23. Juni 1993      | 0020   | 1    |
| St Bride’s Church                      | St Bride’s Church                                                      | Pukekohe                              | Findlay Road, Mauku Karte                                                                                  | Kirche | 1861                    | 15. Februar 1990   | 0081   | 1    |
| weitere Bilder                         | St James’ Church                                                       | Auckland                              | 1 Beresford Street Karte                                                                                   | ehem. Kirche, heute Veranstaltungszentrum | 1876                    | 21. September 1989 | 0642   | 1    |
| weitere Bilder                         | St. James Theatre                                                      | Auckland                              | 314 Queen Street Karte                                                                                     | ehem. Kino | 1927–1928               | 24. November 1988  | 4404   | 1    |
| BW                                     | St John Ambulance National Offices                                     | Auckland                              | 47–49 Pitt Street Karte                                                                                    | Sitz der Johanniter in Neuseeland | 1912                    | 2. April 1985      | 0117   | 1    |
| BW                                     | St John’s Home                                                         | Auckland                              | 80 Wyllie Road, Papatoetoe Karte                                                                           | Waisenhaus/Kinderheim | 1907–1909               | 24. Februar 1994   | 5472   | 1    |
| St Mark’s Church                       | St Mark’s Church                                                       | Auckland                              | 85–89 Remuera Road, Remuera Karte                                                                          | anglikanische Kirche | 1860                    | 15. Februar 1990   | 0113   | 1    |
| weitere Bilder                         | St Mary’s Church                                                       | Auckland                              | 437 Parnell Road, Parnell Karte                                                                            | Kirche | 1888                    | 26. November 1981  | 0021   | 1    |
| BW                                     | St Mary’s Old Convent Chapel                                           | Auckland                              | 9–17 New Street, Ponsonby Karte                                                                            | Kapelle eines Klosters | 1865–1866               | 24. März 2006      | 0649   | 1    |
| weitere Bilder                         | St Matthew’s-in-the-City Church                                        | Auckland                              | Ecke 132–134 Hobson Street und Federal Street, Wellesley Street West Karte                                 | anglikanische Kirche | 1905                    | 2. Juli 1987       | 0099   | 1    |
| BW                                     | St Michael’s Church                                                    | Auckland                              | 4–6 Beatrice Road, Remuera Karte                                                                           | katholische Kirche | 1933                    | 2. April 1985      | 0118   | 1    |
| weitere Bilder                         | Stoneways                                                              | Auckland                              | 46 Mountain Road, Epsom Karte                                                                              | Wohnhaus | 1925–1926               | 10. Dezember 2010  | 4499   | 1    |
| weitere Bilder                         | St Patrick’s Presbytery                                                | Auckland                              | Ecke 43 Wyndham Street und Hobson Street Karte                                                             | römisch-katholisches Presbyterium | 1888                    | 15. Dezember 2006  | 2645   | 1    |
| weitere Bilder                         | St Paul’s Church                                                       | Auckland                              | 28 Symonds Street Karte                                                                                    | anglikanische Kirche | 1895                    | 16. November 1989  | 0650   | 1    |
| weitere Bilder                         | Strand Arcade                                                          | Auckland                              | 233–237 Queen Street, Elliot Street Karte                                                                  | Einkaufspassage | 1899–1900               | 27. März 2009      | 0123   | 1    |
| BW                                     | St Saviour’s Chapel                                                    | Auckland                              | 80 Wyllie Road, Papatoetoe Karte                                                                           | Kapelle | 1918–1919               | 21. April 1994     | 7169   | 1    |
| weitere Bilder                         | St Stephen’s Chapel und Friedhof                                       | Auckland                              | 12 Judge Street, Parnell Karte                                                                             | anglikanische Kirche und Friedhof | 1857                    | 1. September 1983  | 0060   | 1    |
| weitere Bilder                         | Symonds Street Cemetery                                                | Auckland                              | Ecke 72 Karangahape Road und Symonds Street, St Martins Lane Karte                                         | Friedhof | 1841 (ab)               | 27. Juni 2008      | 7753   | 1    |
| Synagogue / University House           | Synagogue / University House                                           | Auckland                              | 19A Princes Street und Bowen Avenue Karte                                                                  | ehem. Synagoge, heute Bankfiliale und Universitätsgebäude | 1884–1885               | 27. Juni 1985      | 0578   | 1    |
| Television New Zealand Studios         | Television New Zealand Studios                                         | Auckland                              | 74 Shortland Street Karte                                                                                  | ehem. Radio- und Fernsehstudio, heute Universitätsgebäude und Kunstgalerie | 1934 (ab)               | 15. Februar 1990   | 0660   | 1    |
| Terrace Houses                         | Terrace Houses                                                         | Auckland                              | 29, 27, 25 Symonds Street Karte                                                                            | Wohnhäuser | 1897                    | 26. November 1981  | 0568   | 1    |
| weitere Bilder                         | Terrace of Shops                                                       | Auckland                              | 456–486 Queen Street Karte                                                                                 | Ladenzeile | 1912                    | 2. Juli 1987       | 0655   | 1    |
| weitere Bilder                         | Pah Homestead                                                          | Auckland                              | 2A Hillsborough Road, Hillsborough Karte                                                                   | Villa | 1880                    | 1. September 1993  | 0089   | 1    |
| BW                                     | Union Fish Company Building                                            | Auckland                              | 116–118 Quay Street, Tyler Street Karte                                                                    | ehem. Firmensitz eines Autoimporteurs | 1905–1906               | 27. Juli 1988      | 0666   | 1    |
| weitere Bilder                         | Tiritiri Matangi Lighthouse                                            | Tiritiri Matangi Island, Hauraki Gulf | Tiritiri Matangi Island Karte                                                                              | Leuchtturm | 1864                    | 25. Juni 1992      | 5403   | 1    |
| BW                                     | Vernon Brown House                                                     | Auckland                              | 91 Arney Road Karte                                                                                        | Wohnhaus | 1939                    | 14. Dezember 1995  | 7290   | 1    |
| Victoria Theatre                       | Victoria Theatre                                                       | Auckland                              | 58–56 Victoria Road, Devonport Karte                                                                       | ehem. Kino | 1912                    | 22. Juni 2007      | 7712   | 1    |
| weitere Bilder                         | Vulcan Buildings                                                       | Auckland                              | 118–124 Queen Street Karte                                                                                 | Bürogebäude | 1929                    | 18. März 1989      | 0668   | 1    |
| weitere Bilder                         | Waiheke Battery                                                        | Waiheke Island                        | Waiheke Island Karte                                                                                       | Geschützbatterie | 1943                    | 15. September 2002 | 7472   | 1    |
| BW                                     | War Memorial (Auckland Grammar School)                                 | Auckland                              | 87 Mountain Road, Epsom Karte                                                                              | Kriegsdenkmal auf dem Gelände der Auckland Grammar School | 1922                    | 28. Juni 1990      | 4472   | 1    |
| BW                                     | Wesleyan Chapel                                                        | Auckland                              | 8A Pitt Street Karte                                                                                       | ehem. Kapelle | 1859–1860               | 27. Juni 2008      | 7752   | 1    |
| BW                                     | Whare Tane                                                             | Auckland                              | 26 Clive Road, Epsom Karte                                                                                 | Wohnhaus | 1925–1926               | 23. Juni 2011      | 4503   | 1    |
| BW                                     | Wharf Police Building                                                  | Auckland                              | Ecke 102 Quay Street, Britomart Place und Tyler Street Karte                                               | ehem. Lagerhaus und Polizeirevier, heute Bürogebäude | 1903                    | 27. Juli 1988      | 4575   | 1    |
| BW                                     | Windsor Castle Hotel                                                   | Auckland                              | 144 Parnell Road Karte                                                                                     | Hotel und Pub | 1850 (ca.)              | 31. Oktober 1997   | 7406   | 1    |
| BW                                     | Bishop’s House (Catholic)                                              | Auckland                              | 30 New Street, 10 St Francis De Sales Street und Green Street, Ponsonby Karte                              | Bischofsresidenz | 1893–1894               | 28. Februar 2013   | 0555   | 1    |
| BW                                     | Rockcliff                                                              | Auckland                              | 6A King Edward Parade, Devonport Karte                                                                     | Wohnhaus | 2013                    | 2. März 2013       | 4518   | 1    |
| BW                                     | Myers Park Historic Area                                               | Auckland                              | Upper Queen Street Karte                                                                                   | Teile von Myers Park an der Upper Queen St. Darunter der Myers-Kindergarten, Ladenzeile in der Upper Queen St., Theosophische Halle, Eingang und Bänke des Parks, Baumgruppen | 1908–1923               | 16. Dezember 1994  | 7008   | HA   |
| BW                                     | Renall Street Historic Area                                            | Auckland                              | Renall Street Karte                                                                                        | Wohnhäuser, Registrierung betrifft alle Häuser an der Straße | n.a.                    | 28. April 1995     | 7010   | HA   |
| BW                                     | Vulcan Lane Historic Area                                              | Auckland                              | Vulcan Lane Karte                                                                                          | Registrierung betrifft gesamte Straßenbebauung | n.a.                    | 16. Dezember 1994  | 7011   | HA   |
| BW                                     | Harbour Historic Area                                                  | Auckland                              | Quay St Karte                                                                                              | Hafengebiet | 911 (ab)                | 16. Dezember 1994  | 7158   | HA   |
| BW                                     | Quay Street Historic Area                                              | Auckland                              | Quay St East Karte                                                                                         | Gebiet mit Verbindung zur Geschichte des Hafens von Auckland | n.a.                    | 16. Dezember 1994  | 7159   | HA   |
| BW                                     | Customs Street Historic Area                                           |                                       | Customs Street East Karte                                                                                  | Gebiet mit Verbindung zur Geschichte des Hafens von Auckland | n.a.                    | 16. Dezember 1994  | 7160   | HA   |
| BW                                     | Upper Symonds Street Historic Area                                     | Auckland                              | Gebiet um Kreuzung Khyber Pass Rd/Symonds Street Karte                                                     | Ladenviertel | Ende 19./Anfang 20. Jh. | 13. Dezember 1996  | 7367   | HA   |
| BW                                     | Islington Bay Settlement Historic Area                                 | Auckland                              | Rangitoto Island Karte                                                                                     | Ferienhäuser, Gemeindehalle, Bootsschuppen | 1920–1937               | 24. April 1997     | 7385   | HA   |
| BW                                     | Rangitoto Wharf Settlement Historic Area                               | Auckland                              | Rangitoto Island Karte                                                                                     | Ferienhäuser, Bootsschuppen | 1920–1970               | 24. April 1997     | 7386   | HA   |
| BW                                     | McKenzies Bay Historic Area                                            | Auckland                              | Rangitoto Island Karte                                                                                     | drei Ferienhäuser | n.a.                    | 24. April 1997     | 7387   | HA   |
| BW                                     | Te Naupata / Musick Point                                              | Auckland                              | 20 Musick Point Road; 4 Clovelly Road, Bucklands Beach Karte                                               | Kap mit zahlreichen Spuren historischer Nutzung aus verschiedenen Zeiten | n.a.                    | 25. Juni 2010      | 9335   | HA   |
| BW                                     | Ngati Paoa Urupa                                                       | Auckland                              | 10-12 George Bourke Drive, Mt Wellington Karte                                                             | Urupā (Begräbnisplatz); NZ Archaeological Association Site R11/898 (überbaut)                                                                                                 | n.a.                    | 17. November 1994  | 7220   | WT   |
|                                        | Tauwhare Pa                                                            | Rewiti                                | 80 Davidson Road                                                                                           | Pā | n.a.                    | 12. Dezember 1996  | 7361   | WT   |
| BW                                     | Te Routu o Ureia                                                       | Auckland                              | Erin Point, südliche Zufahrt der Auckland Harbour Bridge Karte                                             | NZ Archaeological Association Site R11/78, größtenteils überbaut | n.a.                    | 26. Juni 2008      | 7773   | WT   |
| BW                                     | Te Naupata                                                             | Manukau City                          | 20 Musick Point Road; 4 Clovelly Road, Bucklands Beach Karte                                               | Siedlungsspuren der Māori und zugehöriges Küstengebiet | n.a.                    | 24. Juni 2010      | 9334   | WT   |
| BW                                     | Te Whau                                                                | Waiheke Island                        | Margaret Reeve Lane, Okoka Bay Karte (ungenau)                                                             | von Bedeutung für die Māori (Ngāti Paoa) | n.a.                    | 2. März 1995       | 7230   | WTA  |
| BW                                     | O Peretu                                                               | North Shore City                      | Vauxhall Road, Tamaki Naval Base Karte (ungenau)                                                           | Land mit mehreren Wahi Tapu, einschließlich der Höhle Te Ana o Kahu Mauroa, von Bedeutung für die Ngāti Paoa.                                                                 | n.a.                    | 2. März 1995       | 7231   | WTA  |
| BW                                     | Kopironui                                                              | Kaipara                               | Woodhill, Reweti Karte                                                                                     | Spuren der frühen Besiedlung, von Bedeutung für die Māori (Ngati Whatua o Orakei)                                                                                             | n.a.                    | 30. März 2000      | 7481   | WTA  |
| BW                                     | Te Pa o Wana                                                           | Great Barrier Island                  | Awana Bay Karte                                                                                            | Spuren der frühen Besiedlung, von Bedeutung für die Māori (Ngati Apa, Ngati Wai)                                                                                              | n.a.                    | 26. Juni 2008      | 7775   | WTA  |